# ДАР-1
ДАР-1 е първият серийно построен самолет в Държавна аеропланна работилница. С това означение са произвеждани два различни самолета - единият е сглобяван от запазени от разрушаване части от немския самолет DFW C.V от времето на Първата световна война. Произведена е модификация на оригинала с обозначението ДАР У-1, като са използвани части от разрушени през 1919 г. самолети на българската военна авиация.
Втората конструкция обозначена ДАР-1 е предназначена преди всичко за използване като учебен самолет. Този самолет е конструиран, произведен и изпитан от български инженери и техници като са внесени съществени промени от първоначално произведената серия.

## История
Независимо от разгрома на българската авиация, натрупания опит в експлоатация на самолетите от българските военни летци, както и активната работа върху нови самолетни конструкции, двигатели и самолетостроителни материали в чужбина, обединяват пионерите летци, ръководители и авиационни теоретици да се започне и развива държавно самолетостоене в България. През 1925 – 1926 г. в създадената Държавна аеропланна работилница (Божурище) (ДАР) се строи самолета У-1. Наименован е на името на трагично загиналия пилот капитан Иван Узунов. По-късно е наименован ДАР У-1. Този самолет е копие на германския самолет DFW C.V, който е бил на въоръжение в българската авиация и са запазени части от него. Построени са 8 броя, и макар това да е типична бойна машина, поради ограниченията от Ньойския договор са използвани за обучение и тренировки на пилоти. Първият полет със самолета е проведен на 16 ноември 1926 г. от началника на ДАР капитан Марко Първанов.
Сформирането на конструкторско бюро с ръководител немския инженер Винтер и с участието на младите инженери Цветан Лазаров, Борис Денчев, Касабов, Стойчев, Бончев води до създаването на ДАР-1 от българските конструктори. Производството му започва от 1928 г. Самолетът е преминал през строги изпитания в материалоизпитателна служба и аеродинамична лаборатория. ДАР-1 и ДАР-1А, с по-мощен двигател, са изключително сполучливи самолетни конструкции на учебно-тренировъчни самолети. С него асът летец-изпитател Петко Попганчев е постигнал своеобразни рекорди – през 1932 г. прелита под Стамболовия мост във Велико Търново, а година по-късно изпълнява 127 свързани лупинга при полет от Карлово до Казанлък.

## Конструкция
ДАР У-1 е биплан с двигател „Бенц“ с мощност 200 hp. Използва се за учебно-тренировъчни полети. Построен е в двуместен и триместен вариант, с възможности за използването му за транспортни и военни цели.
ДАР-1 е двуместен биплан с двигател „Walter“ 60 hp и серията от 12 самолета е предадена на Авиационното училище за първоначално обучение на пилоти. По-късно се произвежда серия ДАР-1А с по-мощен двигател „Walter-Vega“ с мощност 63 kw/ 85 hp и с увеличен обем на горивния резервоар в центроплана на горното крило.

## Технически характеристики на ДАР-1А
| Характеристика     | Показател    |
| ------------------ | ------------ |
| Производител       | ДАР          |
| Екипаж             | 2            |
| Двигател           | Walter-Vega  |
| Мощност            | 63 kw/ 85 hp |
| Разпереност        | 8,90 m       |
| Дължина            | 6,35 m       |
| Площ на крилото    | 21,30 m2     |
| Маса празен        | 410 kg       |
| Маса полетна       | 665 kg       |
| Скорост максимална | 150 km/h     |
| Скорост крейсерска | 135 km/h     |
| Далечина на полета | 350 km       |
| Таван              | 3500 m       |